# Mallorca

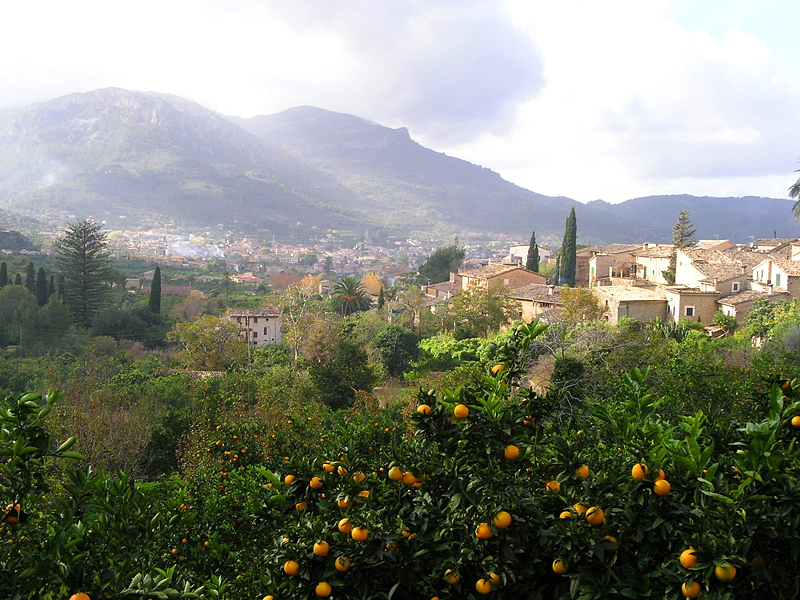
Vy över Biniaraix på nordvästra Mallorca.

Mallorca är en spansk ö i Medelhavet öster om Iberiska halvön och den största ön i ögruppen Balearerna med en area på 3640 km². Det fasta invånarantalet uppgick år 2010 till 869 100, varav cirka 375 800 bor i huvudstaden Palma. Invånarna benämns mallorkiner. Ön är ett känt semestermål, och många turister har sedan 1950-talet kommit dit för att sola och bada. Omkring 15 miljoner turister besöker numera Mallorca varje år. 
Många tävlingscyklister kommer till Mallorca för att träna. Den tuffaste sträckan man kan cykla är vägen till och från "Sa Calobra" och är 10 kilometer lång med totalt 26 hårnålskurvor och en stigning på hela 668 meter.

## Namn och uttal
Namnet Mallorca kommer av latinets Maiorica, en avledning av maior ’större’, vilket syftar till att ön är större än Menorca, av minor ’mindre’. På äldre katalanska förekom stavningar såsom Maiorca, Mayorca eller Mayorques i plural. Stavningen med -ll- härrör från att ljuden /ʎ/ och /j/ sammanfaller i mitten av ord i den mallorcanska dialekten av katalanska, en process som kallas iodització. Således motsvaras katalanska ord såsom orella ’öra’ och palla ’hö’ på mallorcanska av oreia och paia. Uttalet Maiorca tolkades därför som en dialektal form av ett hyperkorrekt Mallorca av fastlandskatalanska skrivare, och stavningen övertogs senare av mallorcanerna själva.
Det katalanska uttalet är [məˈʎɔɾkə] med ett muljerat l-ljud. På de flesta spanska (kastilianska) dialekter sammanfaller /ʎ/ och /j/ till /j/, och på dessa dialekter är uttalet [maˈjorka]
 ( lyssna). Det svenska uttalet varierar mellan [malˈjɔrka] med lj eller [maˈjɔrka] med bara j.

## Historia
Mallorca har en historia som är präglad av invasioner, plundringar och sjöröveri. Med sitt strategiska läge i Medelhavet har ön dragit till sig olika handels- och sjörövarfolk i årtusenden. De första bosättarna kom till Mallorca redan 4000 år f.Kr., men om den befolkningen har man inte stora kunskaper. Man har även hittat rester efter boplatser från 1500-talet f.Kr. Från 700-talet f.Kr. och fram till cirka 150 f.Kr. var fenicier, greker och kartager de dominerande folkslagen.
År 123 f.Kr. intog romarna Mallorca, och de blev kvar i över 500 år. De gav ön namnet "Balearis Maior" – största ön i Balearerna. Morerna tog herraväldet över ön år 903 och den arabiska kulturen blomstrade i över 300 år. Kung Jakob I av Aragonien gjorde slut på det arabiska väldet och införlivade Mallorca med Aragonien 1229. Mallorca var även en kortare tid, mellan åren 1276 och 1349, ett eget kungarike, men det upphörde när Mallorca återigen blev införlivat i Aragonien, då Jakob III dog i en strid vid Llucmajor.
Genom giftermålet mellan kung Ferdinand II av Aragonien och drottning Isabella I av Kastilien 1479 grundades Spanien och Mallorca blev en del av det nya riket. Sedan dess har Spaniens och Mallorcas historia följts åt. Under 1500-talet expanderade Spanien till en mäktig kolonialmakt och lade under sig stora områden i bland annat Amerika.
Mallorca var fram till 1923 uppdelad i fyra feodum med självstyre.

### Kronologi
- 4000 f.Kr. kom de första invånarna till Mallorca.
- 122 f.Kr. tog romaren Quintus Cecilius Metelus över Mallorca och införlivade ön med det romerska riket.
- 468 e.Kr. Vandalkungen Geiserik erövrar Mallorca från romarna.
- 533      Den bysantinske generalen Belisarius erövrar Mallorca från vandalerna till det bysantinska riket.
- 903      Mallorca erövras av morerna.
- 1229     Den 31 december kommer kristna trupper med Jakob I (erövraren) i täten anländer till Madina Mayurca, erövrar Mallorca och gör det till en del av Aragonien.
- 1235 Ramon Llull, filosof och skapare av det katalanska skriftspråket föddes på Mallorca.
- 1276     Jakob I dör; han efterträds av Jakob II som börjar bilda det fria Mallorca.
- 1285     Katalanska trupper med Alfons III, belägrar Mallorca.
- 1311     Jakob II dör och efterträds av sonen Sancho I av Mallorca.
- 1324     Kung Sancho I dör i Cerdeña och efterträds av Jakob III
- 1348 Digerdöden kommer till Mallorca och tar 15 150 människors liv.
- 1349     Jakob III dör i striden vid Llucmajor i hopp om att rädda sina landvinningar, men misslyckas och Mallorca blir införlivat med landet Aragón.
- 1541 Karl I skickar trupper att bekämpa de muslimska piraterna.
- 1713     Fray Juníper Serra, den Carliforniska evangelisten, föds i Petra.
- 1715     Mallorca överlämnar sig till Filip V.
- 1838 Chopin kommer till ön för att vila upp sig i solen, får istället TBC och tvingas resa hem till Marseille där han tre månader senare är kurerad.
- 1854 Miquel Costa i Llobera och Joan Alcover,  spanska diktare, är födda på Mallorca.
- 1936     Hela ön tas över av general Franco den 19 juli.
- 1960     Den 7 juli öppnas flygplatsen Son San Joan för flygtrafik.

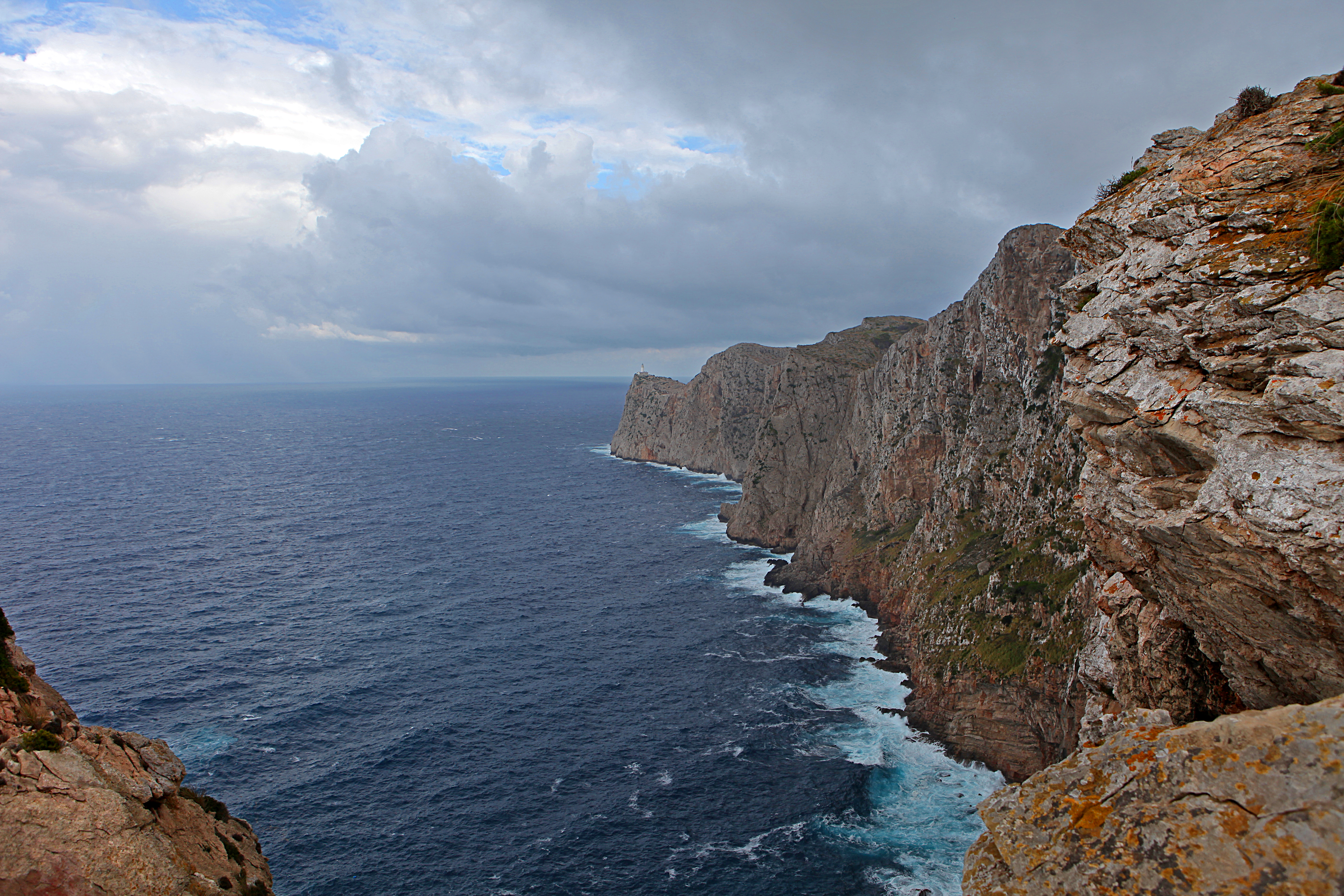
Cap de Formentor, Mallorca, Spain 2009
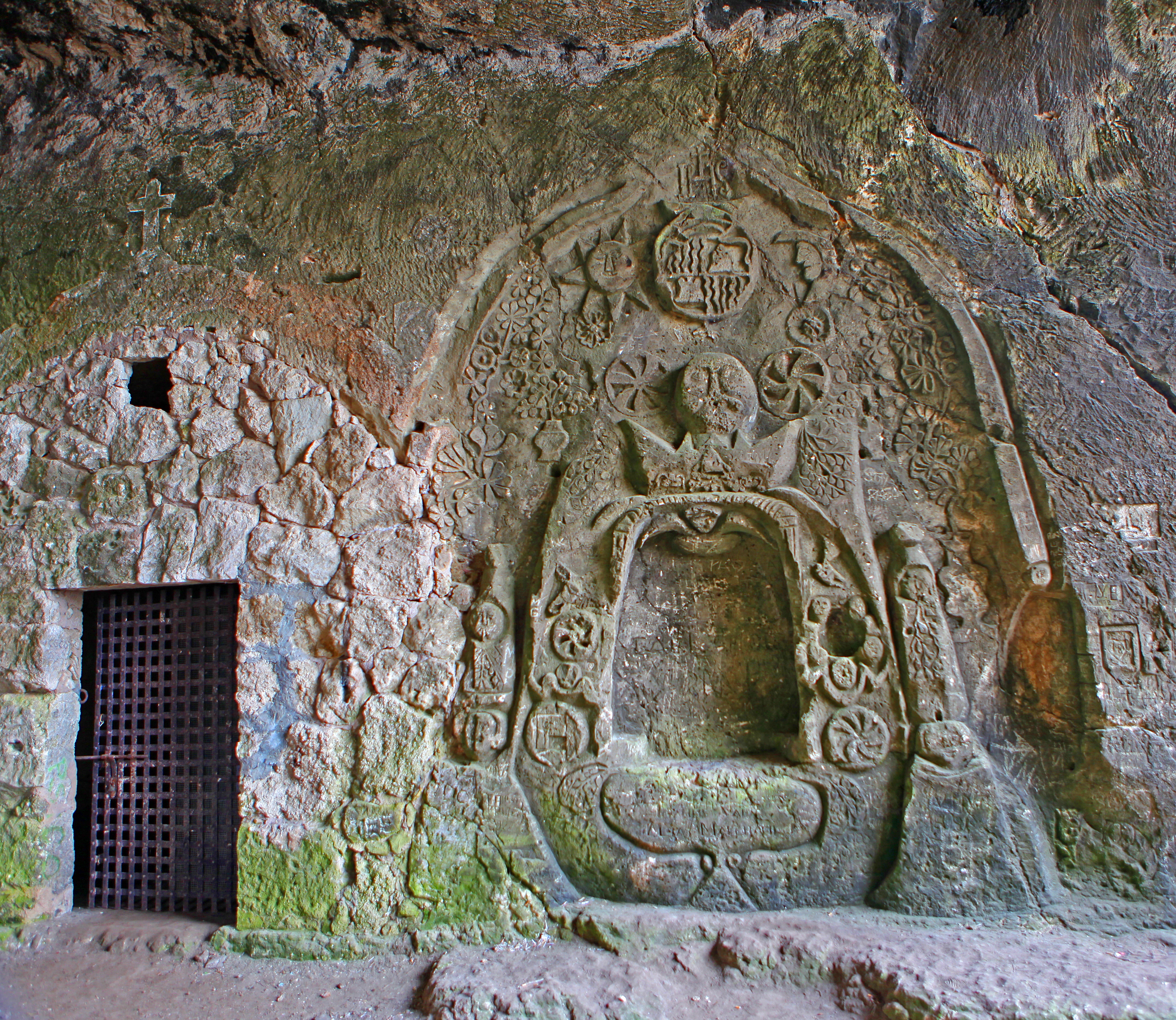
Väggristning inuti grotta i Cala Figuera West, Mallorca, Spain 2009

## Språk
Det lokala dominerande språket är baleariska, en dialekt eller variant av katalanska. Dialekterna skiljer sig också relativt mycket även mellan olika orter på ön. På grund av diversiteten kallas det lokala språket på Mallorca ibland "mallorquinska" (mallorquí).

## Klimat
Mallorca har typiskt medelhavsklimat. Vintern är mild och somrarna är torra och heta. Detta beror på att bergskedjan i nordväst skyddar mot nordanvindar. Man åtnjuter ungefär 300 soldagar om året.
Normala temperaturer och nederbörd i Palma De Mallorca:
|                                            | Jan | Feb | Mar | Apr | Maj | Jun | Jul | Aug | Sep | Okt | Nov | Dec |
| ------------------------------------------ | --- | --- | --- | --- | --- | --- | --- | --- | --- | --- | --- | --- |
| Normaldygnets maximitemperaturs medelvärde | 15  | 16  | 17  | 19  | 22  | 26  | 29  | 30  | 27  | 23  | 19  | 16  |
| Normaldygnets minimitemperaturs medelvärde | 8   | 8   | 9   | 11  | 15  | 18  | 21  | 22  | 20  | 16  | 12  | 10  |
|                                            |     |     |     |     |     |     |     |     |     |     |     |     |
| Nederbörd                                  | 43  | 34  | 26  | 43  | 30  | 11  | 5   | 17  | 39  | 68  | 58  | 45  |

| Diagram | temperaturer i °C • månadsnederbörd i mm | temperaturer i °C • månadsnederbörd i mm | temperaturer i °C • månadsnederbörd i mm | temperaturer i °C • månadsnederbörd i mm | temperaturer i °C • månadsnederbörd i mm | temperaturer i °C • månadsnederbörd i mm | temperaturer i °C • månadsnederbörd i mm | temperaturer i °C • månadsnederbörd i mm | temperaturer i °C • månadsnederbörd i mm | temperaturer i °C • månadsnederbörd i mm | temperaturer i °C • månadsnederbörd i mm | temperaturer i °C • månadsnederbörd i mm |
|         | 43 15 8                                  | 34 16 8                                  | 26 17 9                                  | 43 19 11                                 | 30 22 15                                 | 11 26 18                                 | 5 29 21                                  | 17 30 22                                 | 39 27 20                                 | 68 23 16                                 | 58 19 12                                 | 45 16 10                                 |

## Administrativ indelning

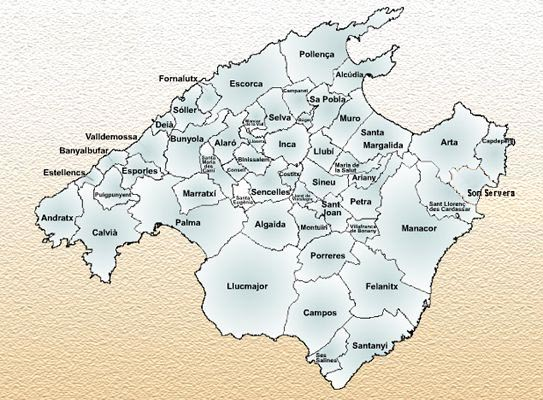
Mallorcas kommuner

Mallorca består av följande kommuner:
| - Alaró - Alcúdia - Algaida - Andratx - Ariany - Artà - Banyalbufar - Binissalem - Búger - Bunyola - Calvià - Campanet - Campos - Capdepera - Consell - Costitx - Deià - Escorca | - Esporles - Estellencs - Felanitx - Fornalutx - Inca - Lloret de Vistalegre - Lloseta - Llubí - Llucmajor - Manacor - Mancor de la Vall - Maria de la Salut - Marratxí - Montuïri - Muro - Palma - Petra - sa Pobla | - Pollença - Porreres - Puigpunyent - Santa Eugènia - Santa Margalida - Santa María del Camí - Santanyí - Sant Joan - Sant Llorenç des Cardassar - Selva - Sencelles - Ses Salines - Sineu - Sóller - Son Servera - Valldemossa - Vilafranca de Bonany |